# Honduras historia

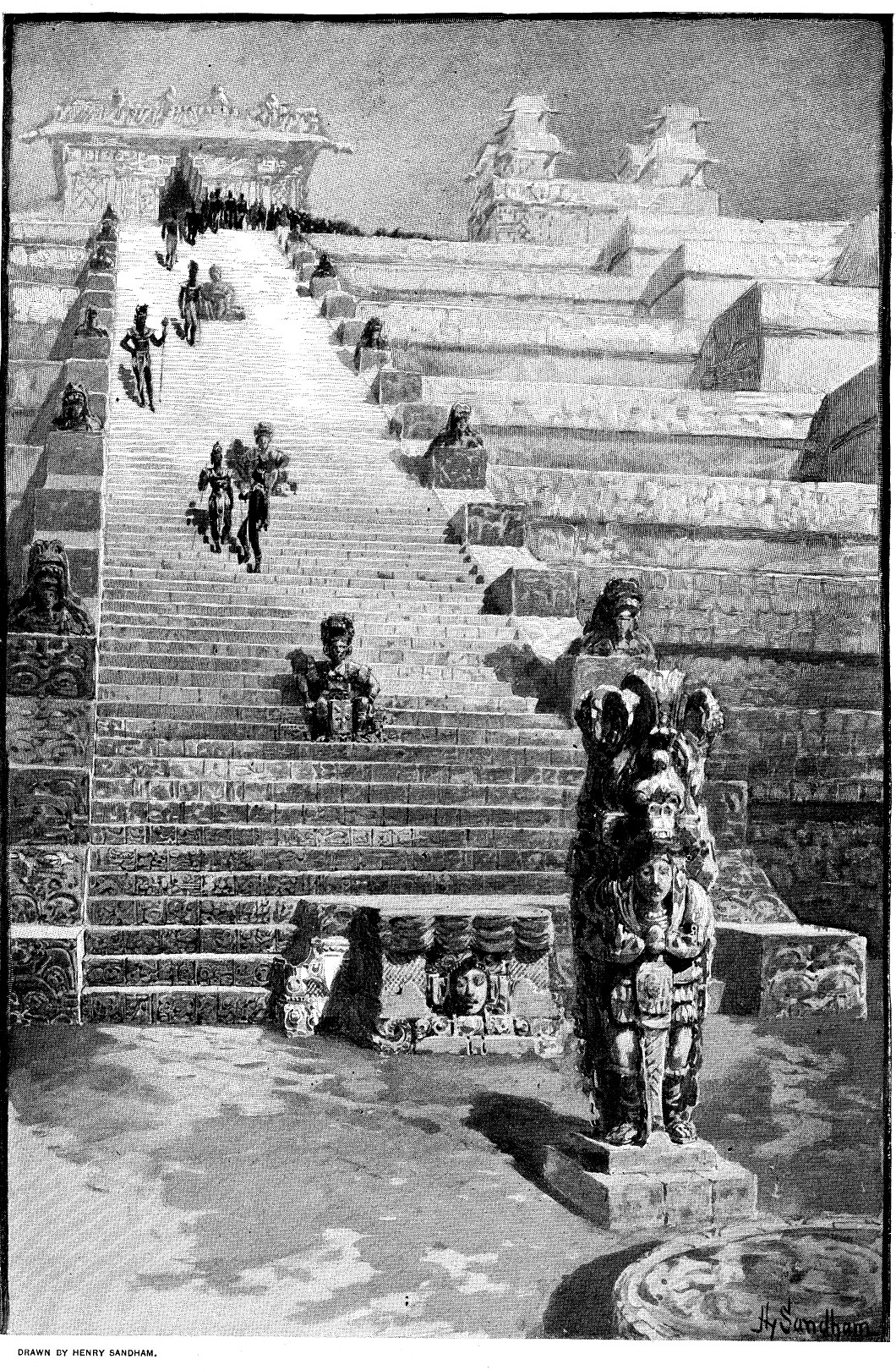
1800-talsrekonstruktion av Mayatrappa i Copan.

Honduras historia är en del av Mesoamerika och drabbades på 1500-talet av den spanska erövringen. Under årens lopp har ett flertal initiativ tagits till att förena närliggande stater i ett centralamerikanskt statsförbund. 

## Prekolumbiansk
Copándalen i västra Honduras var en del av Mayakulturen och tros ha varit bebodd av Mayafolk i omkring 4000 år. Staden Copán upplevde sin blomstringstid mellan år 500 och år 800 vår tideräkning.

## Efter den spanska erövringen
Christofer Columbus "upptäckte" Honduras kust 1502. År 1523 tog den av Hernán Cortés utsände Cristóbal de Olid delar av området i besittning för Spaniens räkning, efter strider mot invånarna, ledda av Lempira. Olids planer på att i Honduras grunda ett eget furstendöme i Honduras korsades genom Cortés dristiga färd till området 1524. 1539 införlivades Honduras med generalkapitanatet Guatemala. Honduras ansågs genom sina metallrikedom var en av Spanska amerikas rikaste länder. Honduras befolkning var i början av 1500-talet omkring 900.000, men efter spanjorernas erövring minskade befolkningen till omkring 90 000 innevånare år 1778.
1790 upphöjdes kolonin till egen provins (Comayagua) under Guatemalas generalkapten. Sedan landet frigjort sig från Spanien 1821 och en kort tid i Mexikanska imperiet under Agustín de Iturbide, slöt det sig 1823 till Centralamerikanska federationen. Federationen upplöstes 1839, men det liberala partiet i Honduras gjorde flera gånger försök att ånyo bilda en förbundsrepublik av Honduras och grannstaterna Nicaragua och El Salvador. Dessa försök ledde till ett olyckligt krig med Guatemala; men sedan presidenten Trinidad Cabañas 1855 blivit slagen och driven i landsflykt, slöt hans efterträdare, general Santos Guardiola, ett freds- och alliansfördrag med denna stat. Under Guardiola, vilken för sin grymhet kallades "Centralamerikas tiger", följde därefter sex års lugn i utrikespolitiken; upprorsförsök saknades dock inte, och Guardiola föll 1862 offer för ett soldatuppror.
Efter flera presidentombyten antog republiken i november 1865 en ny författning, som bestämde presidentens ämbetstid till fyra år, och som var gällande till 1880. Under denna tid fördes ett nytt förhärjande krig med Guatemala och El Salvador 1872-76. Inre revolutioner återkom här liksom i de andra centralamerikanska republikerna ofta. 
1904 antogs åter en ny författning, vilken kom att gälla från 1906. Presidenten Manuel Bonilla, vald 1903, överfölls 1907 med krig av Nicaragua i förbund med missnöjda politiker i Honduras, som önskade hindra Bonillas återval. Nicaraguas president, José Santos Zelaya, blev den segrande, intog huvudstaden Tegucigalpa och nödgade Bonilla att söka tillflykt på ett amerikanskt krigsfartyg. Styrelsen i Honduras övertogs av Miguel Dávila, som helt var beroende av Zelayas understöd och efter dennes fall (1909) snart måste vika för Bonilla, som 1910 valdes till president och regerade till sin död, 1913. Hans efterträdare, Francisco Bertrand, förjagades 1919, varefter den segrande upprorsgeneralen Rafael López i oktober s.å. valdes till president för tiden februari 1920-februari 1924. Honduras avbröt under första världskriget de diplomatiska förbindelserna med Tyskland (maj 1917) och förklarade i juli 1918 Tyskland krig. 1921 gjordes åter ett misslyckat försök att åstadkomma en federativ centralamerikansk republik.

## Modern historia
Honduras styrdes av militär från mitten av 1950-talet fram till 1982, då fria, demokratiska val hölls. 1969 utkämpas under 4 dagar det så kallade fotbollskriget mot grannlandet El Salvador. Under 1980-talet var Honduras bas för contras som slogs mot den nicaraguanska regeringen. Honduras var under samma tid allierat med salvadoranska regeringstrupper som slogs mot vänster-gerilla i El Salvador.
Honduras drabbades 1998 av orkanen Mitch som orsakade 5 600 människors död och skador för nästan en miljard amerikanska dollar.
Det högerinriktade Nationalistpartiet styr Honduras sedan 2010 och president sedan 2014 är Juan Orlando Hernández. Militären har fortsatt inflytande över politiken, trots att det gått över 30 år sedan övergången till civilt styre.